# Angsåssjön
Angsåssjön är en sjö i Gislaveds kommun i Småland och ingår i Nissans huvudavrinningsområde. Sjön är 3,2 meter djup, har en yta på 0,11 kvadratkilometer och är belägen 172,6 meter över havet.

## Delavrinningsområde
Angsåssjön ingår i det delavrinningsområde (634232-134701) som SMHI kallar för Mynnar i Kilan. Avrinningsområdets medelhöjd är 171 meter över havet och ytan är 7,37 kvadratkilometer. Det finns inga delavrinningsområden uppströms utan avrinningsområdet är högsta punkten. Betarpsbäcken som avvattnar avrinningsområdet har biflödesordning 3, vilket innebär att vattnet flödar genom totalt 3 vattendrag innan det når havet efter 81 kilometer. Delavrinningsområdet består mestadels av skog (71 procent). Avrinningsområdet har 1,03 kvadratkilometer vattenytor vilket ger det en sjöprocent på 13,9 procent.